# スレイブネーム
スレイブネーム (スレーブネーム、英: slave name)とは、奴隷にされた人物に与えられる人名、もしくは奴隷にされた祖先から受け継がれた名前のこと。現代的な用法としては、奴隷にされたアフリカ人の子孫で、奴隷主から彼らの祖先に与えられた名前を保持しているアフリカ系アメリカ人やアフリカ系カリブ人に対して適用される言葉である。

## 古代ローマにおいて
ローマ社会において奴隷たちは、所有者によって一語だけの名前が与えられていた。また解放された人間は、奴隷身分であった際に与えられたスレーブネームを解放後も保持しつづけながら、元所有者のプラエノーメン（個人名）とノーメン（氏族名）をも名乗った。例えば、ある歴史家は以下のように記している。：「プブリウス・ラルキウスはニキアという奴隷を解放した。彼はその後、プブリウス・ラルキウス・ニキアと名乗った」
その一方で、古典古代史研究家のハロルド・ウェッツストーン・ジョンストンは彼の著作のなかで、奴隷の元所有者が慣習を無視して解放奴隷の名前を決めた例を紹介している。

## アフリカ系アメリカ人
多くのアフリカ系アメリカ人やアフリカ系カリブ人が、自らの出生名がスレーブネームに由来するものとして改名を行っている。これらの改名は、改宗を伴ったり、ブラック・ナショナリズムの高まりによって行われ、とくに後者の場合、アフリカに起源をもつ名前への改名が行われることが多い。
アフリカ系アメリカ人にスレーブネームを放棄することを推進する組織も存在している。ネイション・オブ・イスラームは、これらの組織のなかで一番よく知られているものであろう。ネイション・オブ・イスラームのリーダー、イライジャ・ムハンマドは、1965年に著した『アメリカの黒人へのメッセージ』のなかでスレイブネームについて何度か触れている。
- 「現代の文明社会の目には、スレイブネームによってあなたがたが奴隷の地位にとどめおかれ続けている存在に映っているということを念頭に置くべきだ。あなたがたはこれまで、そしてこの頃も、見てきたであろう。白人の名前で呼ばれている限り、アフリカ人もアジア人もあなたに敬意を向けないことを[6]」
- 「あなたがたは、未だに奴隷主たちの名前で呼ばれている。権利によって、国際的な権利によって、あなたがたは白人種たちのアメリカに属している――彼[奴隷主]はそのことを知っているのだ。あなたがたは、まだ奴隷の足かせから抜け出せていない。あなたがたは、まだ繋がれているのだ[7]」

ブラック・ナショナリスト団体のUS Organizationもまた、アフリカ系アメリカ人に対してスレイブネームからアフリカ人名へと改名することを呼びかけている団体である。

## その他
2017年、歌手のシネイド・オコナーは自身がマグダ・ダヴィット(Magda Davitt)に改名したことを明かした。彼女はインタビューで「家父長制的なスレイブネームから自由に」なりたかったと語っている。2018年、彼女はイスラーム教への改宗を機にシュハダ・サダカット(Shuhada' Sadaqat)に改名している。